# 2014 OJ394
2014 OJ394 ist ein großes transneptunisches Objekt, das bahndynamisch als nahes oder erweitertes Scattered Disk Object (SDO oder DO) eingestuft wird. Aufgrund seiner Größe ist der Asteroid ein Zwergplanetenkandidat.

## Entdeckung
2014 OJ394 wurde am 26. Juli 2014 von einem Astronomenteam, bestehend aus B. Gibson, T. Goggia, N. Primak, A. Schultz und M. Willman, im Rahmen des Pan-STARRS-Projekts mit dem 1,8-m-Ritchey-Chretien-Teleskop (PS1) am Haleakalā-Observatorium (Maui) entdeckt. Die Entdeckung wurde am 17. Juli 2016 bekanntgegeben.
Nach seiner Entdeckung ließ sich 2014 OJ394 auf Fotos bis zum 4. Juli 2013, die ebenfalls im Rahmen des Pan-STARRS-Programmes gemacht wurden, zurückgehend identifizieren und so seinen Beobachtungszeitraum um ein Jahr verlängern, um so seine Umlaufbahn genauer zu berechnen. Im September 2018 lagen insgesamt 93 Beobachtungen über einen Zeitraum von 5 Jahren vor. Die bisher letzte Beobachtung wurde im Mai 2018 auch wieder am Pan-STARRS-Teleskop durchgeführt. (Stand 2. März 2019)

## Eigenschaften

### Umlaufbahn
2014 OJ394 umkreist die Sonne in 386,43 Jahren auf einer stark elliptischen Umlaufbahn zwischen 40,92 AE und 65,19 AE Abstand zu deren Zentrum. Die Bahnexzentrizität beträgt 0,229, die Bahn ist 34,65° gegenüber der Ekliptik geneigt. Derzeit ist der Planetoid 48,45 AE von der Sonne entfernt. Das Perihel durchlief er das letzte Mal 1959, der nächste Periheldurchlauf dürfte also im Jahre 2345 erfolgen.
Marc Buie (DES) klassifiziert den Planetoiden als erweitertes SDO (ESDO bzw. DO), während das Minor Planet Center ihn als SDO einordnet; letzteres führt ihn allgemein auch als «Distant Object».

### Größe
Derzeit wird von einem Durchmesser von 457 km ausgegangen, basierend auf einem Rückstrahlvermögen von 6 % und einer absoluten Helligkeit von 5,4 m. Ausgehend von einem Durchmesser von 457 km ergibt sich eine Gesamtoberfläche von etwa 656.000 km2. Die scheinbare Helligkeit von 2014 OJ394 beträgt 22,28 m.
Da anzunehmen ist, dass sich 2014 OJ394 aufgrund seiner Größe im hydrostatischen Gleichgewicht befindet und somit weitgehend rund sein muss, sollte er die Kriterien für eine Einstufung als Zwergplanet erfüllen. Mike Brown geht davon aus, dass es sich bei 2014 OJ394 um möglicherweise einen Zwergplaneten handelt.
| Jahr                                         | Abmessungen km | Quelle   |
| -------------------------------------------- | -------------- | -------- |
| 2018                                         | 423,0          | Johnston |
| 2018                                         | 457,0          | Brown    |
| Die präziseste Bestimmung ist fett markiert. |                |          |